# أليسيدس سيلفيرا
أليسيدس سيلفيرا (بالإسبانية: Alcides Silveira)‏ هو لاعب كرة قدم ومدرب كرة قدم أوروغواياني في مركز الوسط، ولد في 18 مارس 1938 في مونتيفيديو في الأوروغواي، وتوفي بنفس المكان في 16 يناير 2011. شارك مع منتخب الأوروغواي لكرة القدم. أما مع النوادي، فقد لعب مع إنديبندينتي وبوكا جونيورز ونادي برشلونة وناسيونال مونتيفيديو.